# Тур Гуанси (женский)
Тур Гуанси (англ. Tour du Guangxi) — шоссейная однодневная велогонка, проходящая по территории Китая с 2017 года. Является женской версией мужской гонки Тур Гуанси.

## История
1 декабря 2016 года Международный союз велосипедистов (UCI), Wanda Sports Company и народное правительство Гуанси-Чжуанского автономного района подписали в Пекине соглашение о ежегодном проведении с октября 2017 года мужской и женской шоссейной велогонки высшего уровня «Tour of Guangxi». Организация гонки отводилась местному правительству и китайской Wanda Sports Company.
Дебютная гонка в 2017 году прошла в рамках Женского мирового шоссейного календаря UCI. С 2018 года вошла в календарь Женского мирового тура UCI.
В 2020, 2021 и 2022 годах гонка была отменена из-за пандемии COVID-19.
Маршрут гонки проходит в окрестностях городского округа Гуйлинь провинции Гуанси. Протяжённость дистанции составляет около 150 км и включает в конце второй трети два подъёма (2,1 км с 5,7% и 4,3 км с 4,4%).

## Призёры
| Год  | Победитель              | Второй         | Третий        |          |
| ---- | ----------------------- | -------------- | ------------- | -------- |
| 2017 | Мария Виттория Сперотто | Эми Кюр        | Люси Гарнер   |          |
| 2018 | Арленис Сьерра          | Ханна Барнс    | Сара Мустонен |          |
| 2019 | Хлоя Хоскинг            | Элисон Джексон | Марианна Вос  |          |
| 2020 | отменено                | отменено       | отменено      | отменено |
| 2021 | отменено                | отменено       | отменено      | отменено |
| 2022 | отменено                | отменено       | отменено      | отменено |
| 2023 | Дарья Пикулик           | Кьяра Консонни | Миа Гриффин   |          |
| 2024 | Сандра Алонсо           | Giada Borghesi | Марта Лах     |          |
| 2025 |                         |                |               |          |